# BitTyrant
BitTyrant è un'evoluzione del client scritto in java Azureus in base ad una ricerca dell'università di Washington: si differenzia dalla versione di Azureus 2.5 che è la base di partenza da un metodo diverso della scelta dei peers da cui fare il download.
Controllando la banda dei peers a cui è attaccato preferisce scaricare e condividere i file con un rapporto tra banda download/upload più alto.
Il miglioramento stimato di velocità è di circa il 70%.
Il codice sorgente sembra non essere più raggiungibile.